# Pengwern

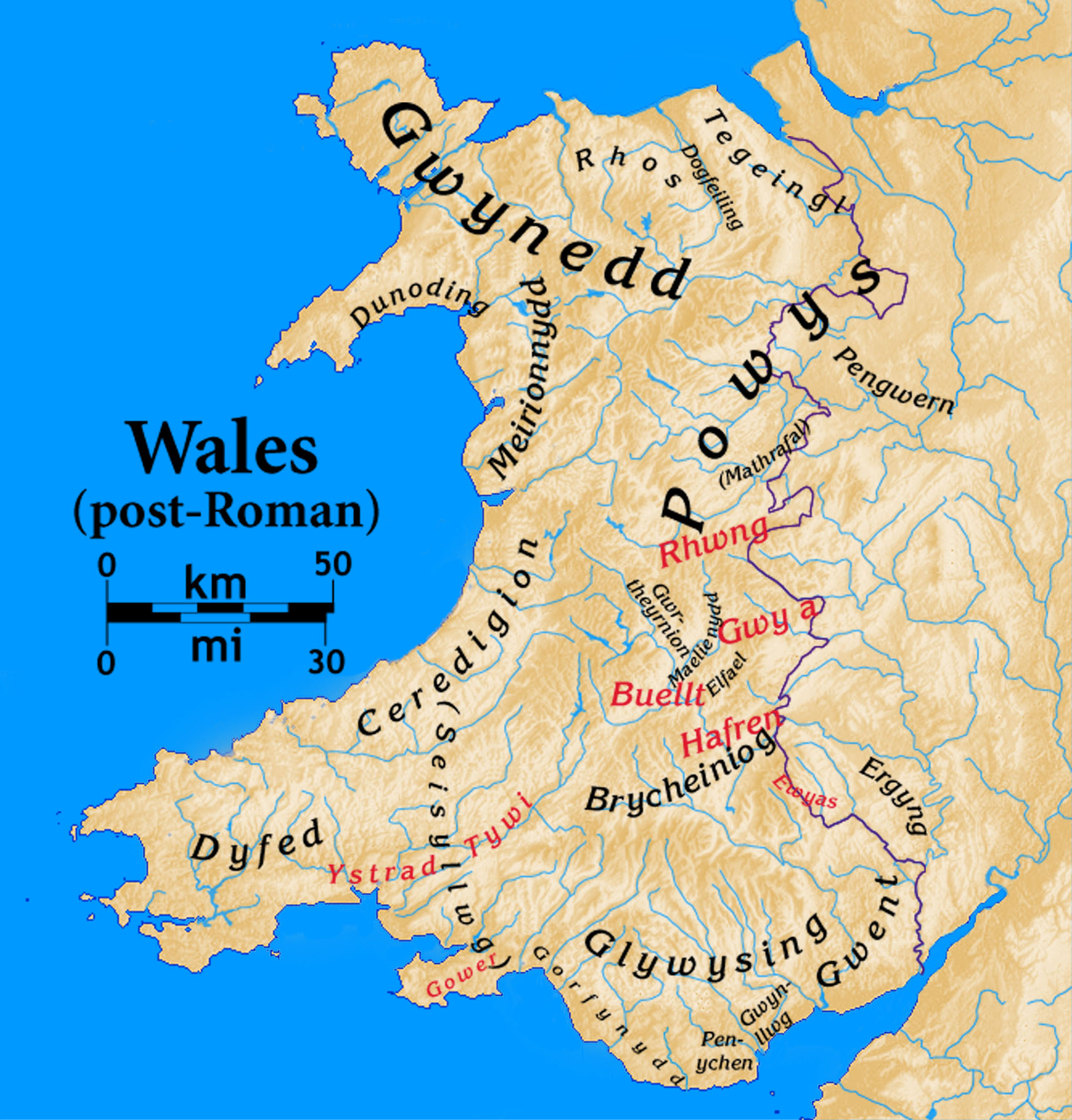
Pengwern in Powys

Pengwern ist der Name eines  britannischen Herrschersitzes der nachrömischen Zeit im walisischen Königreich Powys. Der Ort lag im walisisch-englischen Grenzgebiet im Bereich der englischen Grafschaft Shropshire (walisisch Swydd Amwythig), die früher ein Teil von Powys war. Pengwern wird in den Legenden als Sitz der Könige von Powys genannt, bevor dies Mathrafal weiter im Westen wurde. Die genaue Lokalisation und die Datierung der Gründung von Pengwern sind noch nicht gelungen.

## Geschichte und Mythologie
Pengwern wird als Sitz der Könige von Powys oder als Sitz eines Unterkönigs im Frühmittelalter genannt (Llys Pengwern, „der Hof von Pengwern“). Das alte Powys, von größerer Ausdehnung als das spätere Königreich dürfte mit dem Herrschaftsgebiet des Stammes der Cornovii (Kornen) übereinstimmen, die ihren Hauptort in Viroconium Cornoviorum (heute Wroxeter in Shropshire) hatten.
In der Gedichtssammlung des Canu Heledd („Heledds Gesang“), vermutlich aus dem 7. Jahrhundert, die Heledd ferch Cyndrwyn, der Schwester von König Cynddylan ap Cyndrwyn von Pengwern zugeschrieben werden,  ist der Ort Sitz dieses Königs. Nach seinem Tod, vermutlich in der Schlacht von Maserfield (walisisch Maes Cogwy) am 5. August 642 betrauert sie den Tod ihres Bruders und den Niedergang seiner Burg. Das Gedicht Stafell cynddylan is tywyll beno („Die Halle Cynddylans ist heute Nacht finster“) bildet den Mittelpunkt dieses Zyklus.

## Lokalisation

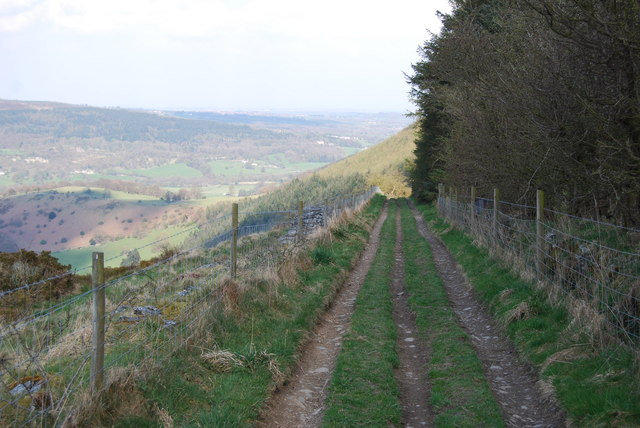
Pengwern Vale bei Llangollen, Denbighshire

Da es auch heute noch einige Orte mit dem Namen Pengwern in diesem Gebiet gibt, ist die genaue Lokalisation des Fürstensitzes schwierig. So gibt es einen Weiler dieses Namens, der im Ortsgebiet von Bodelwyddan (Denbighshire) liegt. Bei Giraldus Cambrensis wird im 12. Jahrhundert das heutige Shrewsbury als mögliche Lokalisation genannt, obwohl diese Stadt seit dem Mittelalter den walisischen Namen Amwythig trägt. Auch The Berth, eine Hügelfestung bei Baschurch, das schon erwähnte Wroxeter, der Cornovii-Hauptort, sowie die Erdbefestigungen von Whittington Castle, alle in Shropshire, werden ebenfalls als Pengwern vermutet.
Noch heute tragen in Shropshire ein Bootsklub (Pengwern Boat Club) am Severn, mehrere Geschäftslokale und Handelsbetriebe den Namen Pengwern.